# 6524 Baalke
6524 Baalke eller 1992 AO är en asteroid i huvudbältet som upptäcktes 9 januari 1992 av den amerikanske astronomen Eleanor F. Helin vid Palomar-observatoriet. Den är uppkallad efter den amerikanske programmeraren Ron Baalke.
Asteroiden har en diameter på ungefär 6 kilometer.